# Малецкий, Леонид
Леонид Малецкий (лит. Leonidas Maleckis; род. 8 марта 1966, Вильнюс) — советский и литовский боксёр, представитель полусредней и первой средней весовых категорий. Выступал за национальные сборные СССР и Литвы по боксу в 1987—1992 годах, победитель и призёр многих турниров международного значения, участник летних Олимпийских игр в Барселоне.

## Биография
Леонид Малецкий родился 8 марта 1966 года в Вильнюсе, Литовская ССР.
Впервые заявил о себе в боксе на международной арене в сезоне 1987 года, когда вошёл в состав сборной Советского Союза и в зачёте полусредней весовой категории одержал победу на международном турнире «Золотой зубр» в Белостоке.
В 1989 году был лучшим на Мемориале Феликса Штамма в Варшаве.
В 1990 году завоевал золотую медаль на международном турнире «Таммер» в Тампере, выиграл бронзовую медаль на Кубке Актин в Котбусе, уступив на стадии полуфиналов представителю Германии Октаю Уркалу.
После распада СССР вошёл в основной состав литовской национальной сборной. Так, в 1992 году на Европейском олимпийском квалификационном турнире в Сан-Пеллегрино в составе сборной Литвы сумел дойти до финала и тем самым удостоился права защищать честь страны на летних Олимпийских играх в Барселоне. На Играх в категории до 71 кг благополучно прошёл первого соперника по турнирной сетке, тогда как во втором бою в 1/8 финала со счётом 3:10 потерпел поражение от британца Робина Рида, который в итоге стал бронзовым призёром этого олимпийского турнира.
Впоследствии Малецкий больше не показывал сколько-нибудь значимых результатов в боксе на международном уровне